# Herrschende Meinung
Der Begriff der herrschenden Meinung bezeichnet im akademischen und besonders im juristischen Kontext die in einem Diskurs oder zu einer konkreten Streit- oder Rechtsfrage vorwiegend eingenommene Position.

## Rechtswissenschaft
Im Willensbildungsprozess der römischen Rechtsantike galt die Meinung der Mehrheit (major pars) wohl als selbstverständlich, denn eigens legitimiert wurde die Positionierung nicht. Einen etablierten Repräsentationsgedanken (fictio iuris), habe es trotz entsprechender Berufung mittelalterlicher Juristen auf die Digesten aber nicht gegeben. Vorsichtiger geht insofern die heutige Rechtswissenschaft vor, die die herrschende Meinung bedeutsam werden lässt, wenn sich bei einer konkreten Fragestellung mehrere gangbare Lösungsansätze anbieten. Sie bezeichnet die Auffassung, die von der Mehrheit der mit diesem Problem befassten Juristen vertreten und damit als vorherrschende Meinung zur Lösung einer Rechtsfrage angewendet wird (→ Juristische Fachsprache).
Die herrschende Meinung wird üblicherweise knapp durch hM oder h.M. abgekürzt. Ist eine Lösung nahezu oder vollkommen unumstritten, wird oftmals zur Verdeutlichung von „ganz herrschender Meinung“ (ganz h.M.) bzw. „allgemeiner Meinung“ (allgM) gesprochen.
Der Begriff ist insofern unpräzise, als in der Rechtswissenschaft üblicherweise zwischen den Rechtsauffassungen der Rechtsprechung (Judikatur) und Literaturmeinungen differenziert wird. Da sich eine der gängigen Rechtsprechung zuwiderlaufende Ansicht in der Praxis, also gerichtlich, kaum durchsetzen lässt, kann sie auch dann nicht als herrschende Meinung gelten, wenn sie von der Mehrheit der Juristen so vertreten wird. Keinesfalls kann es etwa eine herrschende Meinung bei einer abweichenden Rechtsprechung des zuständigen obersten Gerichts geben. Insofern wird der Begriff häufig nur in Bezug jeweils auf die Rechtsprechung oder die Lehre verwendet. Präziser ist es daher, den Begriff der h.M. nur dann zu verwenden, wenn die entsprechende Ansicht sowohl von der Rechtsprechung als auch der überwiegenden Literatur vertreten wird. Fallen Rechtsprechung und überwiegende Literatur dagegen auseinander, sollte man schlicht von „Rechtsprechung“ beziehungsweise „ständiger Rechtsprechung“ (st. Rspr.) einerseits und „herrschender Lehre“ (h.L.) andererseits sprechen.
Eine Definition, wann eine Meinung herrschend ist, kann allerdings in der argumentativen Wissenschaft nicht trennscharf gegeben werden. Zur noch genaueren Unterscheidung wird daher etwa die ganz herrschende Meinung, die teilweise vertretene Ansicht oder andere Ansicht oder die „frische“ im Vordringen befindliche Meinung angeführt.

## Kritik
Eine Berufung auf die herrschende Meinung wird in wissenschaftlichen Texten nicht in allen Fällen als zulässiges Argument erachtet. Als legitime rhetorische Figur wird sie besonders dort akzeptiert, wo sie als zusätzliches, lediglich stützendes Argument herangezogen wird. Ebenso ist es in der wissenschaftlichen Literatur weit verbreitete Praxis, im Sinne eines abgekürzten Argumentationsverfahrens auf eine als bekannt vorausgesetzte Argumentationskette eines anderen Autors oder eben der herrschenden Meinung zu verweisen, ohne sie in aller Ausführlichkeit erneut darzustellen. In der Praxis ersetzen Richter allerdings häufig die eigene juristische Abwägung durch das Berufen auf die Autorität der herrschenden Meinung.
Besteht jedoch kein allgemeiner dogmatischer Konsens, so kann aus wissenschaftlicher Sicht die bloße Autorität einer „herrschenden Meinung“ eine inhaltliche Auseinandersetzung mit den Sachargumenten von jener und anderen Meinungen nicht ersetzen. In einem solchen Vorgehen wird ein „Zeichen eines gewissen Niederganges der Rechtskultur“ gesehen, da dadurch die „Fähigkeit, überhaupt eigene Gedanken zu entwickeln“, erlahme und in letzter Konsequenz eine „Erstarrung des Rechts“ drohe.